# Худолій Дмитро Андрійович
Дмитро Андрійович Худолій (7 травня 1942, село Роги, тепер Уманського району Черкаської області — 2 липня 2021, місто Київ) — український державний, політичний та громадський діяч, економіст, міністр зв'язку України, голова Державного комітету зв'язку України. Кандидат технічних наук.

## Біографія
Батьки Андрій Юхимович, Ганна Устимівна. Служив у радянській армії.
У 1971 році закінчив Київський інститут народного господарства, економіст. Член КПРС.
Працював у системі Міністерства зв'язку Української РСР. Навчався в аспірантурі Української державної академії зв'язку імені О. Попова.
У 1987—1991 роках — начальник Київського обласного виробничо-технічного управління зв'язку.
У 1991—1994 роках — генеральний директор виробничого об'єднання «Київзв'язок».
У 1994—1996 роках — генеральний директор Українського об'єднання поштового зв'язку «Укрпошта».
8 серпня 1996 — 25 липня 1997 року — міністр зв'язку України.
25 липня 1997 — 10 березня 1999 року — голова Державного комітету зв'язку України.
Член НДП, член Політради НДП (з листопада 1998 року).
З 1999 року — помічник голови Державної податкової адміністрації України.
Потім — на пенсії в Києві. Член Політичної партії «Третя сила» (тепер — Українці Разом).

## Нагороди
- орден «За заслуги» ІІІ ступеня (.11.1998)[5]
- орден Дружби народів (1984)
- чотири медалі
- Почесна грамота Кабінету Міністрів України (09.2002)[6]